# Brian Baines
Pour les articles homonymes, voir Baines.
Brian Braines (né le 23 mai 1931 à Bradford, décédé dans cette même ville le 30 juin 2006) est un journaliste et animateur de télévision anglais.

## Biographie
En plus des fonctions régulières de présentateur du journal d'informations BBC Look North, Baines est l'un des principaux speakers de BBC North dans les années 1970 et au début des années 1980, quand la BBC avait encore des antennes locales aux heures de grande écoute. Il présente le vote de la région de Leeds pour le représentant du Royaume-Uni au Concours Eurovision de la chanson 1980.
Il continue à présenter des programmes locaux et à présenter BBC Look North jusqu'en avril 1988.
Par ailleurs, il est acteur de figuration dans des tournages dans le Nord de l'Angleterre.

## Source de la traduction
- (en) Cet article est partiellement ou en totalité issu de l’article de Wikipédia en anglais intitulé « Brian Baines » (voir la liste des auteurs).